# 雅波朗
23°53′27″S 54°24′14″W / 23.89083°S 54.40389°W
雅波朗（葡萄牙語：Japorã），是巴西的城鎮，位於該國西部，由南馬托格羅索州負責管轄，始建於1992年4月30日，面積420平方公里，海拔高度357米，2011年人口7,853，人口密度每平方公里18.71人。